# قرية الإمام محسن
قرية الإمام محسن هي قرية في مقاطعة حميدية البجيعة رقم 4، في ريف ناحية واسط في محافظة واسط في العراق، مساحتها 419.29 كيلومتراً مربعاً، أُنشئت سنة 1972، فيها 61 مسكناً حتى سنة 2021، وكان من أسباب توطنها أن فيها مرقد الإمام محسن.

## استعمالات الأرض
| الاستعمال | مساحته متراً مربعاً |
| سكني      | 19795             |
| زراعي     | 62835             |
| خدمات     | 1125              |
| شوارع     | 13335             |
| ديني      | 8700              |
| تعليم     | 2500              |
| غير مشغول | 311009            |
| المجموع   | 419299            |